# Kokir
Pour les articles homonymes, voir Kokir (homonymie).
Kokir est une ville du Cambodge située dans la province de Kandal et le district de Kien Svay.

## Démographie
Cette ville compte plus de 17 000 habitants.